# オリンピック大路

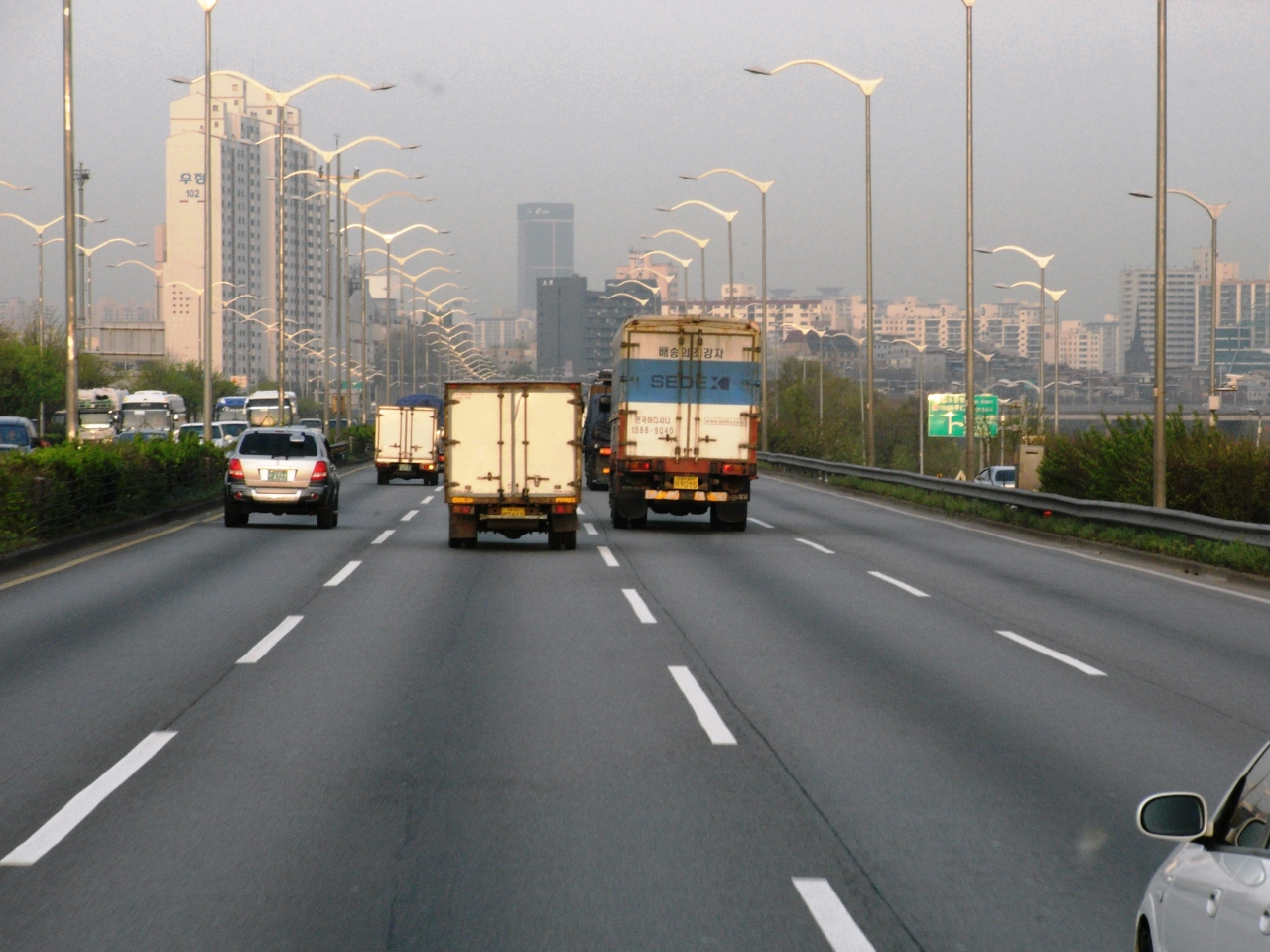
オリンピック大路汝矣島(ヨイド)付近

オリンピック大路（オリンピックデロ）は韓国ソウル特別市の漢江の南側を横断する総延長41.8 kmの都市高速道路である。ソウル特別市道88号線に指定されている。

## 歴史
- 1982年-漢江総合開発事業の一環として工事着工
- 1986年5月2日-竣工

## 特徴
漢江総合開発事業の一環として1986年アジア競技大会と1988年ソウルオリンピックで金浦国際空港からの輸送を円滑に行う目的から建設され、オリンピック大路と命名された。ソウルオリンピック主競技場と連結している。

## 通過する地域
- ソウル特別市
  - 江西区 - 永登浦区 - 銅雀区 - 瑞草区 - 江南区 - 松坡区 - 江東区

## 参照項目
- オリンピック大路から見える、漢江にかかる橋一覧